# Parc des sports et de l'amitié
Le Parc des sports et de l'amitié est un stade situé dans la ville de Narbonne dans l'Aude.
D'une capacité de 12 000 places, il est le stade résident du Racing Club narbonnais, club de rugby à XV de la ville.

## Histoire
Le stade de l'Égassiairal, du nom du quartier de Narbonne où il est situé est érigé afin de remplacer le stade Cassayet devenu trop petit pour les rencontres de 1re division. Il est inauguré le 29 août 1976.
Le stade prend place au milieu d'un complexe sportif rassemblant deux terrains de rugby, dont un synthétique, un terrain de football ainsi qu'une vaste plaine, trois terrains de basket et des deux aires de jeux pour enfants.
Des travaux d'éclairage ont eu lieu en 1987, avec un premier match en nocturne contre le CA Brive[réf. nécessaire]. De nouvelles rénovations ont lieu en 1992, permettant l'aménagement d'une piste d'athlétisme et la création d'une nouvelle tribune.
Après ces rénovations, le stade est renommé en mars 1992 Parc des sports et de l'amitié. Cette rénovation était nécessaire afin d'accueillir les Jeux méditerranéens de 1993, et notamment les épreuves d'athlétisme.
Le Parc des sports se compose entre autres d'un filet anti-vent, procédé révolutionnaire pour couper le cers, vent local qui peut souffler jusqu'à 120 km/h, d'une piste d'athlétisme aux normes internationales, de deux stades d'entraînements, d'une piste d'entraînement d'athlétisme au tartan bleu, voulu par l'équipe des États-Unis venue s'entraîner à Narbonne dans la perspective des Jeux olympiques de Barcelone. Cette piste est appelée la piste Carl Lewis.
À la suite de la remontée du RC Narbonne en 2021 en Pro D2, la mairie annonce investir 1 million d'euros dans de nouveaux éclairages et 4,5 millions pour la création d'espaces réceptifs en tribune honneur.
Démarrés en 2022, les travaux s'achèvent en décembre 2023. La tribune Pech-de-Laclause est métamorphosée. Le stade dispose alors d'espaces réceptifs d'une capacité de 781 personnes. Ces loges permettent d'avoir vue sur le terrain d'un côté et sur la ville et sa cathédrale de l'autre. Trois salons composent ces espaces réceptifs. Il y a le salon Narbo Martius (en référence au passé antique de la ville), le salon Côte du Midi et le salon André Maratuech (ancien joueur et président du club). Au total ces nouveaux espaces couvrent près de 1 000 m2. Parallèlement, une billetterie a été construite à l'extérieur du stade et le chapiteau qui servait jusqu'ici de salon réceptif d'après-match a été transformé en bodega des supporters.
Cette transformation de la tribune Pech-de-Laclause a pour but d'aider le RC Narbonne à passer un cap d'un point de vue économique. Néanmoins, la ville rappelle que ces espaces ne sont pas uniquement réservés qu'au club de rugby. En effet, des réunions ou autres évènements peuvent y être organisés. L'inauguration a lieu le 13 janvier 2024 lors d'un match opposant le RC Narbonne au RC Massy.

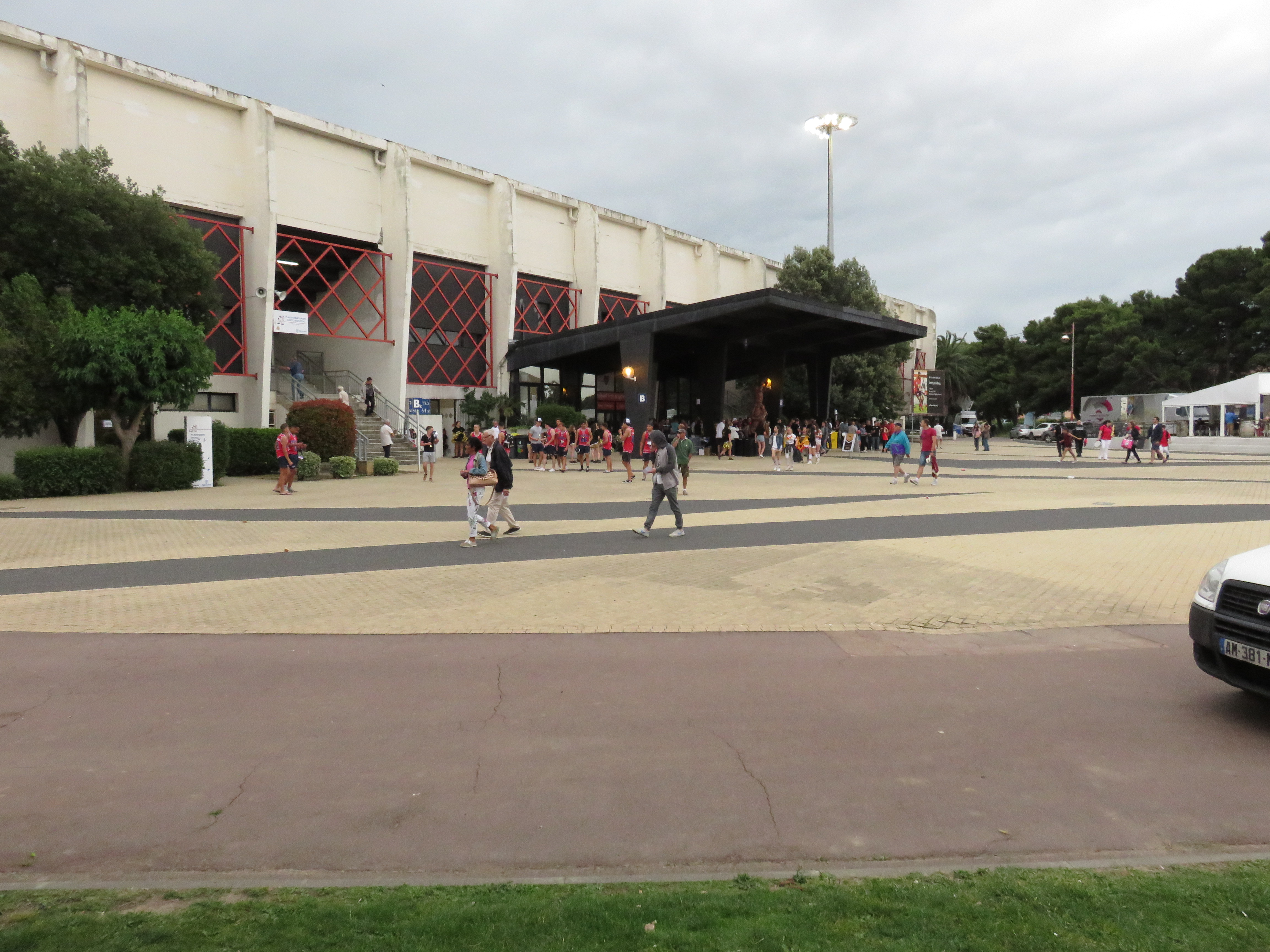
L'entrée du stade.
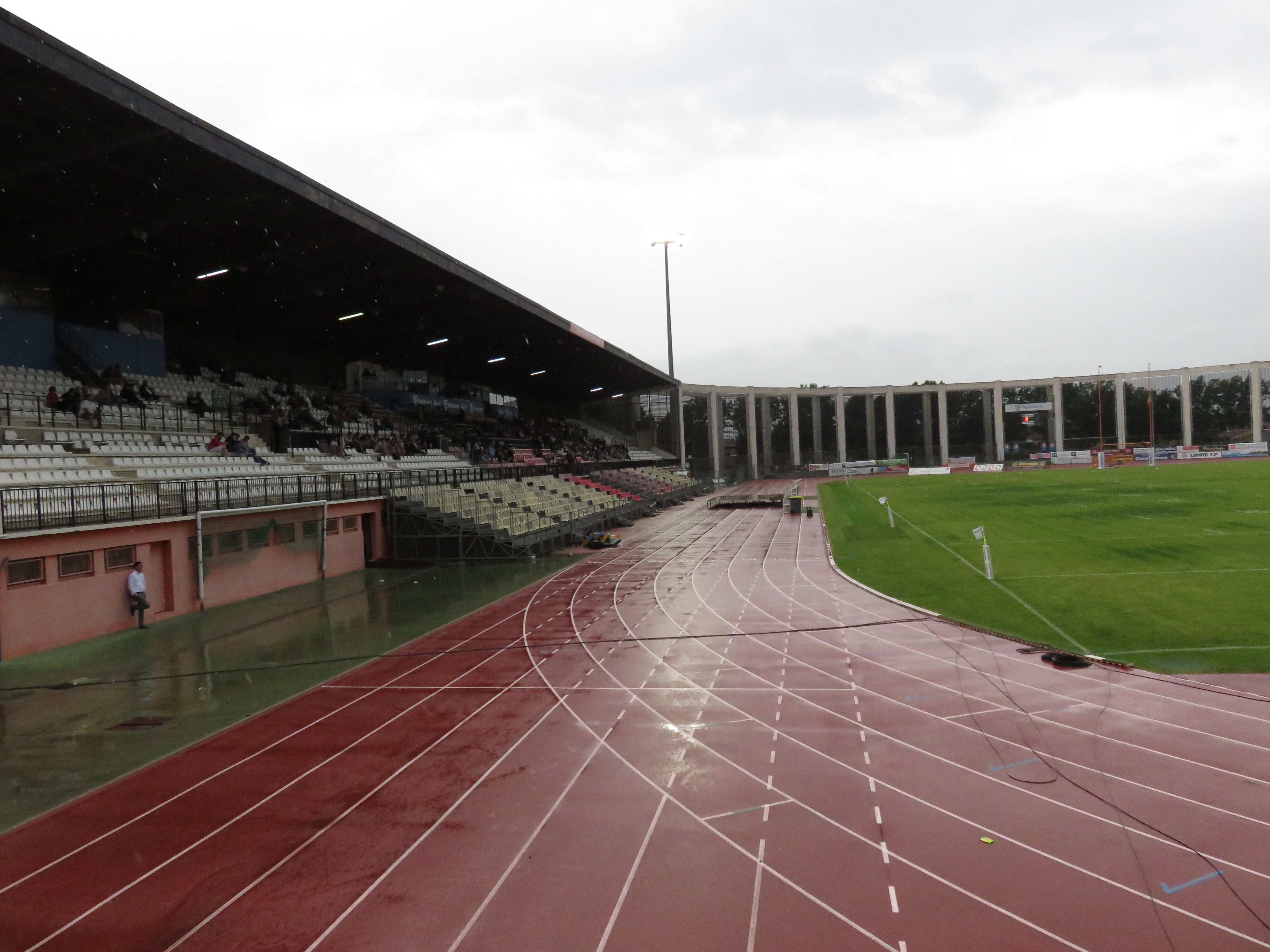
La tribune Pech-de-Laclause.
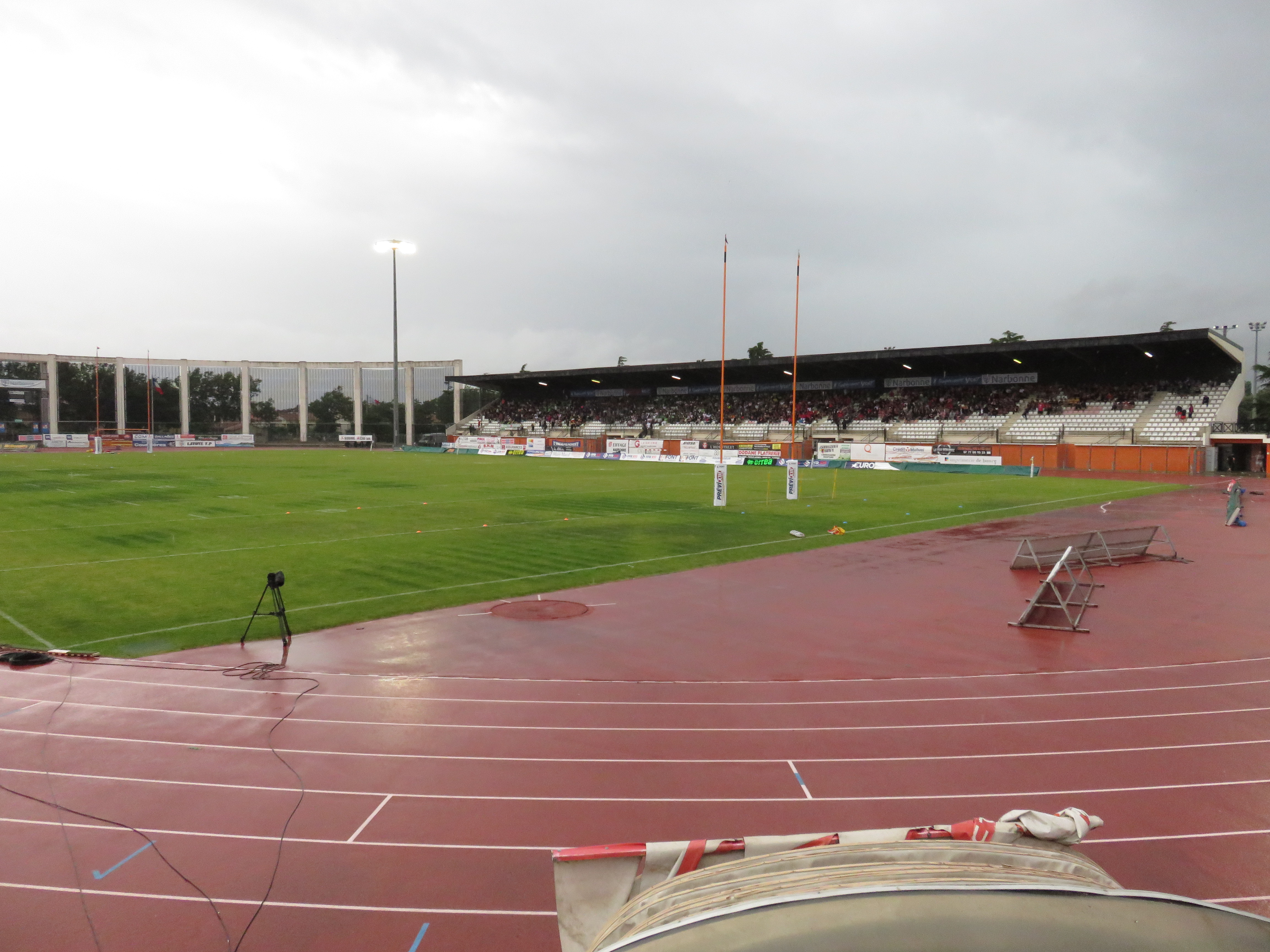
La tribune latérale Clape.
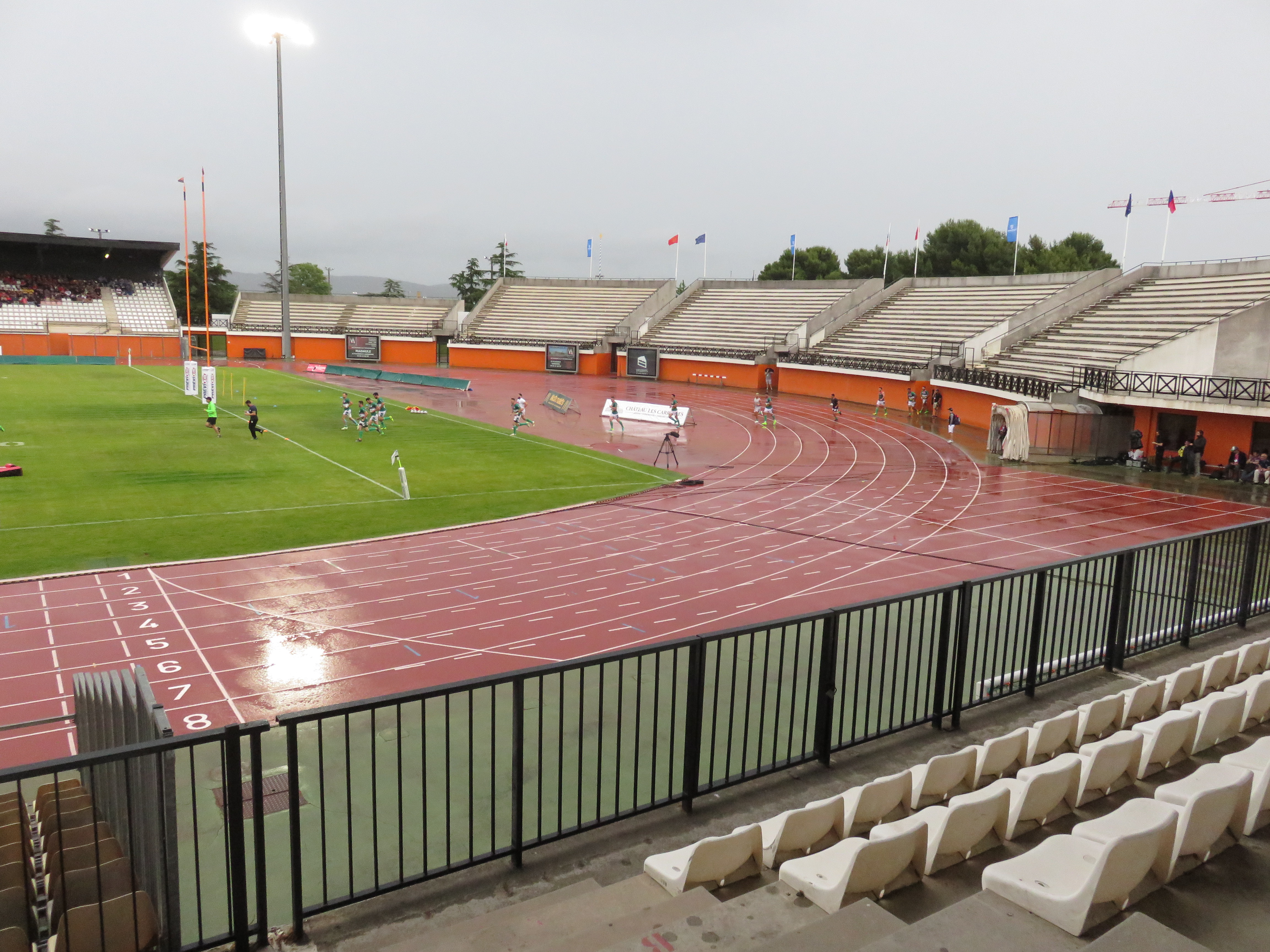
La tribune Méditerranée en arc de cercle.
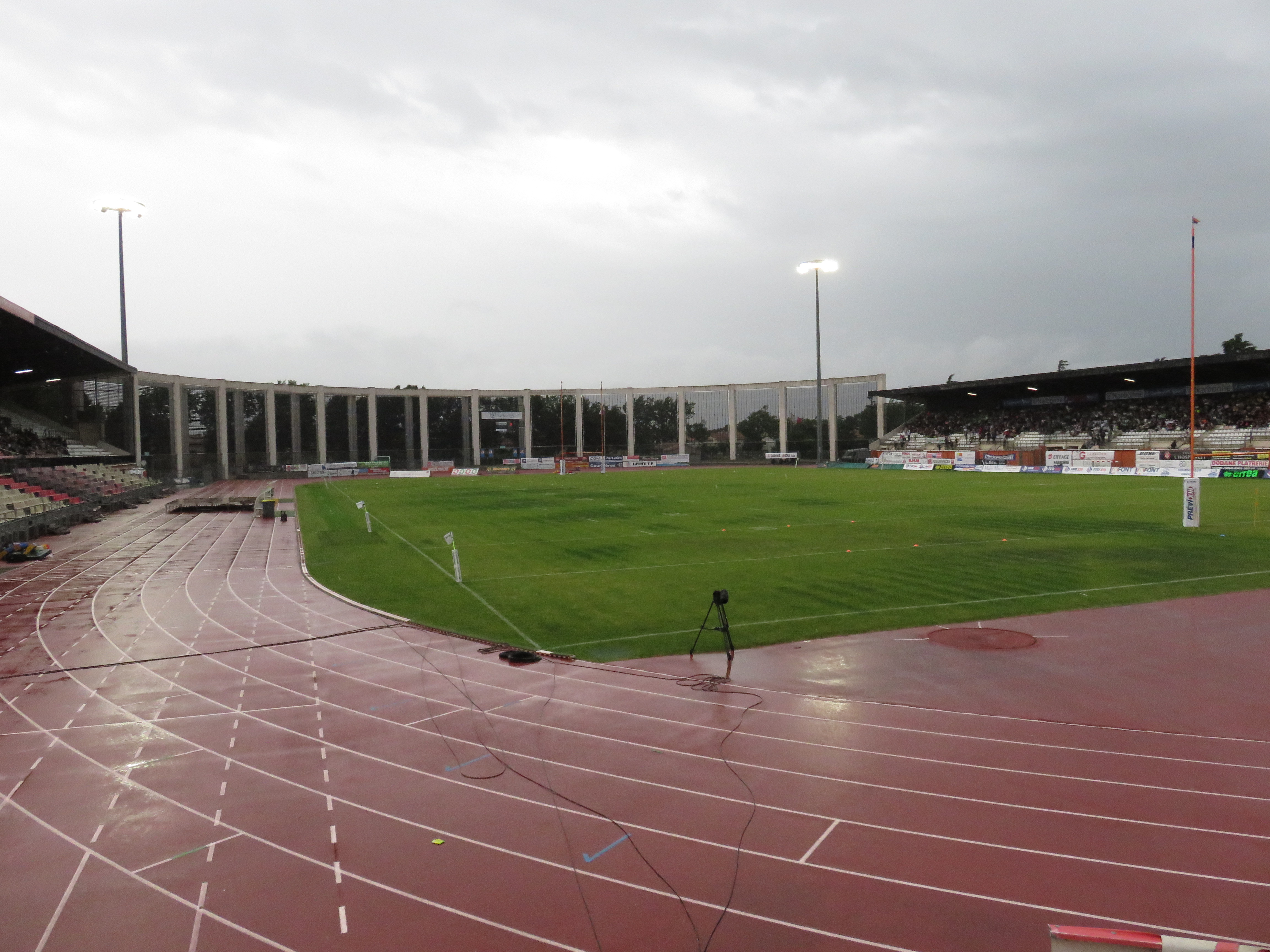
Pesages Populaires devant le filet anti-vent.

## Évènements
Au-delà de son rôle auprès du club du RC Narbonne, le Parc des sports et de l'amitié est également utilisé pour accueillir d'autres évènements sportifs. En 2018, le stade a été sélectionné avec le stade Raoul-Barrière et le stade Aimé-Giral pour accueillir plusieurs matchs du championnat du monde de rugby à XV des moins de 20 ans.
Le stade est aussi utilisé régulièrement afin de recevoir les phases finales du championnat de France de rugby à XIII. Ce fut notamment le cas à 15 reprises en 1989, 1990, 1994, 1995, 1996, 1997, 1998, 2003, 2005, 2011, 2012, 2017, 2022, 2023 et 2024.